# Eva Pedraza
Eva María Pedraza López (Córdoba, España, 23 de marzo de 1971) es una modelo, actriz, presentadora, política y empresaria española.

## Biografía
Crece en el barrio de Fátima de Córdoba, siendo la sexta de nueve hermanos.
Comienza a estudiar en el Instituto Blas Infante. En el año 1988 y con sólo 17 años se presenta al concurso de Miss Córdoba, ganándolo el 18 de agosto, y cinco semanas después el de Miss España el 23 de septiembre. Inicialmente, Eva iba a representar a España en el certamen Miss Europa 1988, pero al no realizarse, pasó directamente a hacerlo en Miss Universo 1989 en Cancún (México), pero finalmente no pudo clasificarse entre las semifinalistas del certamen.
Instalada en Madrid durante el primer año, comienza a trabajar en televisión en programas exitosos de las grandes cadenas de la época como El precio justo (1989 en La 1), ¡Ay, qué calor! y Colpo Grosso (1990-1991 en Canale 5 y Telecinco) o El peor programa de la semana (1993-1994 en La 2). Al mismo tiempo, es invitada a programas como De tú a tú (1992 en Antena 3), VIP noche (1991-1992 en Telecinco) o ¡Hola Raffaella! (1993 en La 1). 
En 1993 logra su primer papel en la serie Lleno, por favor de Antena 3 y a partir de ahí estudia Arte Dramático. A Lleno, por favor le seguirían ¡Ay, Señor, Señor!, Hermanos de leche, Qué loca peluquería, Más que amigos, La casa de los líos, Que no cunda el pánico, Tío Willy, Fernández y familia o Petra Delicado, hasta 1999. 
Durante esos años no abandona la presentación, presentando los TP de Oro 1995 en Antena 3, Vaya nochecita en Telecinco o Feria de Mayo en Canal Sur. 
En 1998, 2000, 2004 y 2017 conduce las campanadas de fin de año de Canal Sur Televisión, acompañada por Rafael Cremades en 1998 desde la Plaza Corredera de Córdoba, por Juan Carlos Roldán en 2000 desde la Plaza de las Tendillas de Córdoba, por Miguel Ángel Sánchez Blázquez en 2004 desde la Plaza de las Tendillas de Córdoba y por Manuel Díaz El Cordobés en 2017 desde la Plaza de las Tendillas de Córdoba.
En 2004 y durante tres años participa en Arrayán en Canal Sur y en sus dos series derivadas, Rocío casi madre (2007-2008) y Ponme una nube (2009). Paralelamente en 2007, copresenta la Gala Inocente, Inocente en Antena 3.
En 2010 participa con un papel secundario en la serie Tierra de lobos de Telecinco.
En 2017 salta por primera vez a las tablas con la obra La felicidad, jajajajá, a esa obra le seguirían Si lo sientes… Cántalo, Dame un cigarro, Dos mujeres con mucha guasa, El hijo pródigo y El puerto de la felicidad hasta 2018.
En 2019 regresó a Canal Sur Televisión para copresentar el programa La tarde, aquí y ahora, primero con Juan y Medio desde el jueves, 4 de julio al viernes, 12 de julio y después con Rafael Cremades desde el lunes, 15 de julio al viernes, 2 de agosto.
Desde el sábado, 23 de noviembre de 2019 al sábado, 29 de febrero de 2020, colaboró en el programa Mi gran noche de Canal Sur Televisión, presentado por Jota Abril.
En 2020 y 2021 salta al cine con las películas El hilo dorado y Agua.
En 2024 forma parte del reparto de la segunda temporada de La Moderna, serie diaria emitida por La 1.

### Trabajos

#### Televisión

##### Series de televisión
- Lleno, por favor, Antena 3, 1993, 1 episodio. Como conductora de descapotable.
- ¡Ay, Señor, Señor!, Antena 3, 1994, 1 episodio. Como chica club 1 y chica 2.
- ¿Quién da la vez?, Antena 3, 1995, 1 episodio.
- Hermanos de leche, Antena 3, 1995-1996, 14 episodios. Como Lola.
- Qué loca peluquería, Antena 3, 1996, 11 episodios. Como Sole.
- Vidas cruzadas, Canal Sur, 1997, 1 episodio.
- Más que amigos, Telecinco, 1997, 1 episodio. Como María Rubio.
- La casa de los líos, Antena 3, 1997, 1 episodio.
- Que no cunda el pánico, La 1, 1998. Como vedette protagonista.
- Tío Willy, La 1, 1998, 9 episodios. Como Salomé.
- Fernández y familia, Telecinco, 1998-1999, 40 episodios. Como Carla.
- Petra Delicado, Telecinco, 1999, 1 episodio. Como Elena.
- Pasión adolescente, Canal Sur y Telemadrid, 2001, TV-Movie.
- Arrayán, Canal Sur, 2004-2007, 2010. Como Rocío Valverde.
- Rocío, casi madre, Canal Sur, 2007-2008, 35 episodios. Como Rocío Valverde.
- Ponme una nube, Canal Sur, 2008, 22 episodios. Como Rocío Riego.
- Tierra de lobos, Telecinco, 2010-2011, 21 episodios. Como Rosario.
- La Moderna, La 1, 2024. Como Doña Bárbara.

##### Programas de televisión
- Concurso de Miss Universo, CBS, 1989, 1 episodio. Candidata por España.

- El precio justo, La 2 y La 1, 1989, 2001, 67 episodios. Como azafata y concursante.
- ¡Ay, qué calor!, Telecinco, 1991. Como copresentadora.
- Colpo Grosso, Canale 5, 1991. Como invitada.
- VIP noche, Telecinco, 1991-1992, 2 episodios. Como invitada.
- De tú a tú, Antena 3, 1992, 1 episodio. Como invitada.
- ¡Hola Raffaella!, La 1, 1993, 1 episodio. Como invitada.
- El peor programa de la semana, La 2, 1993. Varios personajes.
- Gala Miss España 1994, Telecinco, 1994, 1 episodio. Como modelo.
- Gala TP de Oro 1994, Antena 3, 1995, 1 episodio. Como copresentadora.
- El gran juego de la oca, Antena 3, 1995, 1 episodio. Como concursante.

- La noche de los castillos, La 1, 1995, 1 episodio. Como concursante.
- Por amor, Antena 3, 1995, 1 episodio. Como invitada.
- Llévatelo calentito, La 1, 1995, 1 episodio. Como invitada.
- Un millón de gracias, Antena 3, 1995, 1 episodio. Como invitada.
- Uno para todas, Telecinco, 1995, 1 episodio. Como concursante.
- Vaya nochecita, Telecinco, 1995. Como copresentadora e intérprete.
- La revista, La 1, 1996, 3 episodios. Varios personajes.
- Maravillas 10 y pico, Telecinco, 1996, 1 episodio.
- De los buenos, el mejor, Antena 3, 1996, 1 episodio. Como invitada.
- La noche de los magníficos, Antena 3, 1996, 1 episodio. Como invitada.
- Feria de Mayo, Canal Sur, 1997, 1 episodio. Como copresentadora.
- El concursazo, Telecinco, 1997, 1 episodio. Como concursante.
- ¿Qué apostamos?, La 1, 1997, 1 episodio. Como concursante.
- Furor, Antena 3, 1998, 1999, 2000 y 2001, 6 episodios. Como concursante.
- Telemaratón 1998. Apuesta por ellos, Telecinco, 1998, 1 episodio. Como invitada.
- Campanadas de fin de año, Canal Sur, 1998, 2000, 2004 y 2017, 4 episodios. Como copresentadora.
- Curso del 99, La 1, 1999, 1 episodio. Como invitada.
- A toda risa, La 1, 1999. Como concursante.
- In fraganti, La 1, 1999-2001. Como copresentadora.
- Waku Waku, La 1, 1999 y 2000, 2 episodios. Como concursante.
- Humor se escribe con h, La 1, 2000-2001, 9 episodios. Como presentadora.
- Grand Prix, La 1, La 7, Canal Sur, Aragón TV, Canal Nou y CMM TV, 2001, 2003 y 2008, 3 episodios. Como concursante.
- Tiempo al tiempo, La 1, 2001, 1 episodio. Como invitada.
- Todo en familia, La 1, 2001, 1 episodio. Como concursante.
- Noche de fiesta, La 1, 2001 y 2002, 7 episodios. Como invitada.
- Pasapalabra, Antena 3 y Telecinco, 2003, 2005, 2009, 2010, 2011, 2013, 2014, 2016, 2020, 2022 y 2023, 33 episodios. Como invitada.
- Gala de los Premios Ondas 2005, Cuatro, 2005, 1 episodio. Como invitada por el Ondas Nacional de Televisión a Mejor serie española otorgado a Arrayán.
- XIII Gala Inocente, Inocente: Lo único raro es su enfermedad, Antena 3, 2007, 1 episodio. Como copresentadora.
- Menuda noche, Canal Sur, 2008, 1 episodio.
- 50 años de, La 1, 2010, 1 episodio. Intervención.
- Poker de reinas, Canal Sur, 2019, 1 episodio. Como invitada.
- Un año de tu vida, Canal Sur, 2019, 1 episodio. Como invitada.
- La tarde, aquí y ahora, Canal Sur, 2019, 22 episodios. Como copresentadora.

- Atrápame si puedes celebrity, Telemadrid, 2022, 1 episodio. Como concursante.

#### Cine

##### Largometrajes
- Agua, 2022. Dir. Vicente Pérez Herrero.
- El hilo dorado, 2021. Dir. Tomás Aceituno.

##### Cortometrajes
- El cuarto chakra, 2015. Dir. Jaime D. Triviño.
- Tako Tsubo, 2024. Como directora.
- Ganadero, 2024. Dir. Miguel Ángel Olivares.

##### Teatro
- La felicidad, jajajajá (2017). Microteatro. Cía Teatro Laboratorio Raquel Toledo.

- Si lo sientes… Cántalo (2017). Microteatro. Cía Teatro Laboratorio Raquel Toledo.

- Dame un cigarro (2017). Microteatro. Cía Teatro Laboratorio Raquel Toledo.

- Dos mujeres con mucha guasa (2017). Microteatro. Cía Teatro Laboratorio Raquel Toledo.

- El hijo pródigo (2017). Teatro Góngora. Dir. Juan Carlos Villanueva.

- El puerto de la felicidad (2018). Compañía Escena13. Dir. Juan Castilla.

## Política
En abril de 2011 se conoce su entrada en política local de la mano de José Antonio Nieto, integrándose en las listas municipales del Partido Popular para la ciudad de Córdoba en el puesto número 18. 
Aunque ya recibió dicha oferta en el año 2007, no es hasta abril de 2011 cuando da el paso de su integración en las listas.
Fue asesora en el Ayuntamiento de Córdoba desde junio de 2011 hasta mayo de 2012, cuando entra a formar parte del equipo de gobierno de la ciudad como Concejala de la Delegación de Mujer e Igualdad. En mayo de 2013 dimite de dicho cargo, pasando a ser asesora del grupo municipal del PP hasta junio de 2015.

## Vida personal
Es madre de dos niños de una anterior relación, Adrián (2000) y Claudia (2004).
El 9 de abril de 2011 se casa con el también actor Miguel de Miguel en una ceremonia civil celebrada en el Alcázar de los Reyes Cristianos. En marzo de 2012 se convierten en padres de un niño llamado Miguel.